# Hario

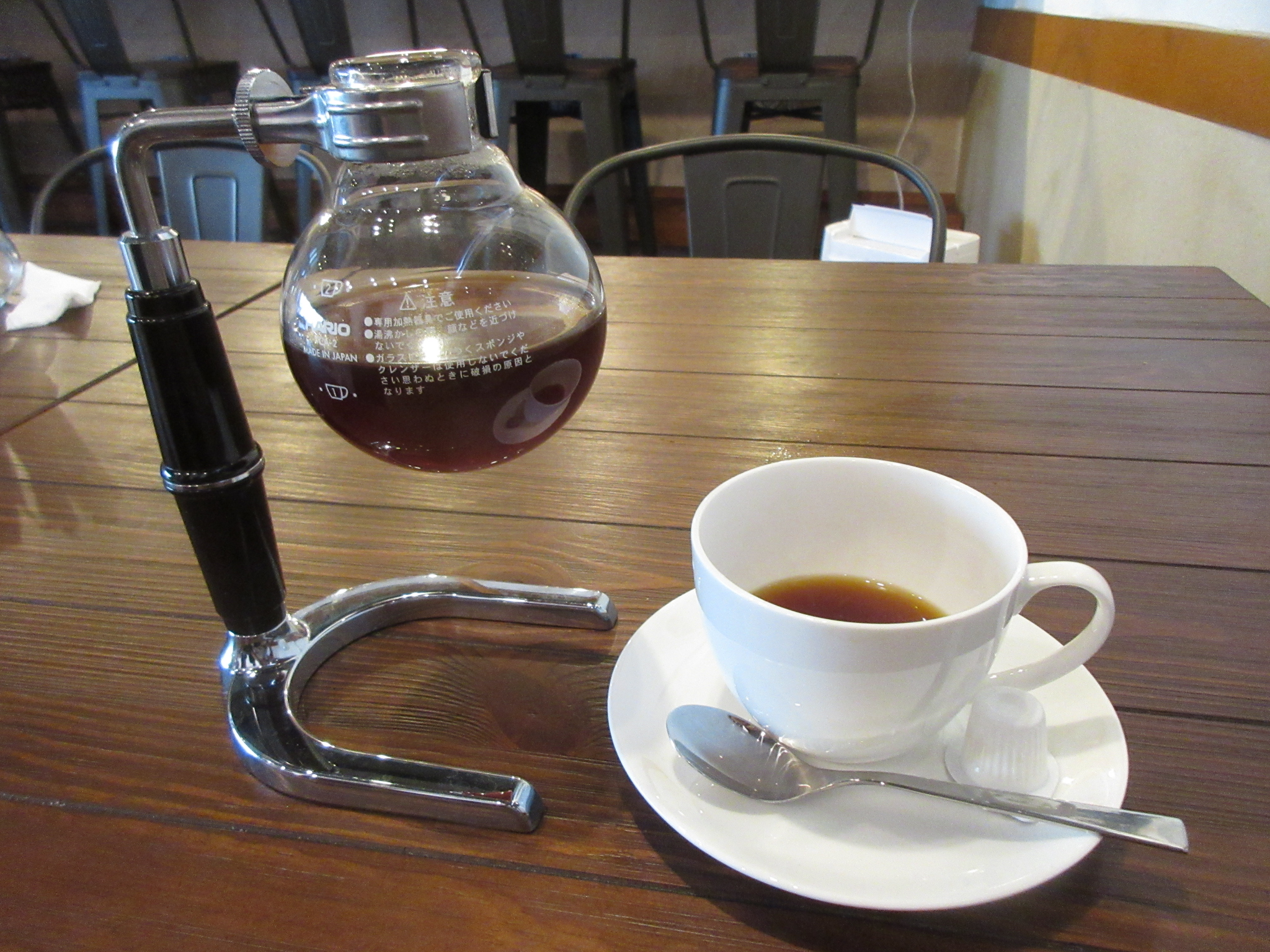
Cafetière à siphon Hario

HARIO est une entreprise de fabrication de verre résistant à la chaleur, dont le siège est à Chūō-ku, Tokyo.
Le nom Hario (玻璃王) signifie « le roi du verre ».

## Historique
L'entreprise Hiroshi Shibata a été fondée en 1921 à Sudachō dans l'arrondissement de Chiyoda à Tokyo. Elle a commencé par fabriquer et vendre de la verrerie de laboratoire pour la physique et la chimie.

## Produits

### Vaisselle
Depuis sa création, Hario a lancé des produits en verre au borosilicate, qui ont acquis une grande réputation pour avoir remporté plusieurs Good Design Awards.

### Fournitures de café

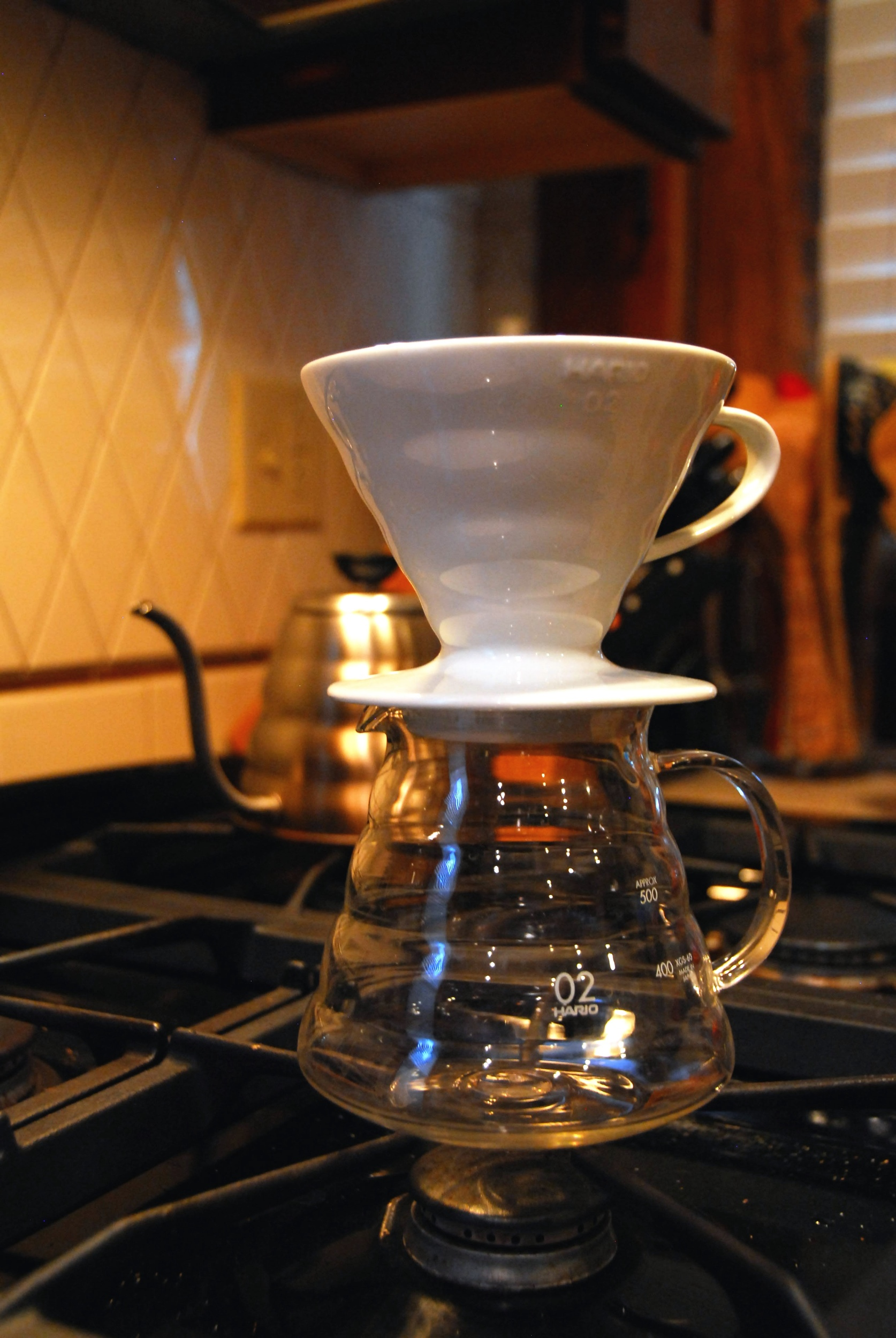
Filtre à papier V60, avec sa verseuse et sa bouilloire Buono à col de cygne.

Hario fabrique et vend des produits haut de gamme pour la confection du café, parmi lesquels plusieurs modèles de cafetières à siphon et le classique filtre à café (dripper) en entonnoir Hario V60, dont la surface interne comporte des irrégularités en spirale, sous licence Gonosa, utilisant des filtres papier à usage unique.

### Produits industriels
En plus de la production de verrerie culinaire, Hario fabrique des optiques de phares asphériques pour automobiles et, depuis 1981, des tubes photoamplificateurs pour l'observatoire de neutrinos de Kamiokande.

### Instruments de musique en verre
Depuis 2003, Hario a produit les premiers violons, violoncelles et altos en verre au monde, ainsi que koto en verre, plus grand instrument en verre du monde, des haut -parleurs à cône en verre. En 2010, Hario a réussi à mettre au point des instruments traditionnels japonais tels que des flûtes, des tambours et des tambours taiko. Le matériau en verre, résistant à l'humidité et de dureté élevée, présente des caractéristiques de moindre distorsion et produit un son puissant et de bonne qualité, en particulier dans les basses.